# Костенуркоглава морска змия
Костенуркоглавите морски змии (Emydocephalus annulatus) са вид влечуги от семейство Аспидови (Elapidae).
Срещат се в крайбрежните води на Австралазия и Югоизточна Азия.
Таксонът е описан за пръв път от австралийския зоолог Джерард Крефт през 1869 година.